# Helmut Feuchtinger
Helmut Feuchtinger (* 31. Juli 1929 in Lam; † 2001) war ein deutscher Kommunalpolitiker (CSU). 
Feuchtinger wurde 1970 zum Landrat des niederbayerischen Landkreises Viechtach gewählt. Nach der Gebietsreform wurde er 1972 neuer Landrat des vergrößerten Landkreises Regen. Er blieb bis 1994 im Amt. 
Er war seit 1950 Mitglied der katholischen Studentenverbindung KDStV Radaspona (Regensburg) München.

## Ehrungen
- 1984: Kommunale Verdienstmedaille in Silber
- 1989: Verdienstkreuz 1. Klasse der Bundesrepublik Deutschland
- 1994: Ehrenbürger von Viechtach
- Benennung der  Landrat-Feuchtinger-Straße in Viechtach
- Bayerischer Verdienstorden

| Personendaten    | Personendaten                     |
| ---------------- | --------------------------------- |
| NAME             | Feuchtinger, Helmut               |
| KURZBESCHREIBUNG | deutscher Kommunalpolitiker (CSU) |
| GEBURTSDATUM     | 31. Juli 1929                     |
| GEBURTSORT       | Lam                               |
| STERBEDATUM      | 2001                              |